# Kostel svatého Filipa a Jakuba (Pavlice)
Kostel svatého Filipa a Jakuba se nachází v centru obce Pavlice. Kostel je farním kostelem římskokatolické farnosti Pavlice. Jde o jednolodní stavbu vycházející z původní kaple jako poutní místo. Kostel je spolu s kaplí Božího hrobu chráněn jako kulturní památka České republiky.

## Historie
Na místě současného kostela byla v roce 1649 vystavěna generálem Louisem Raduitem de Souchesem kaple s hospicem pro 6 chudých žen a mužů, tato kaple pak byla v roce 1670 zbořena a následně byla na témže místě postavena kaple nová, kde se již mohly konat bohoslužby. Vysvěcena byla Janem Josefem hrabětem Breunerem dne 12. srpna 1677, kaple byla později zřejmě integrována do budovy současného kostela a je jeho přední částí. V roce 1675 byl kostel mírně upraven, u oltáře byl zřízen Boží hrob. Později byla u kaple připravena také kalvárie, ta byla zrušena v roce 1764 a v roce 1806 pak byla zrušena také kaple utrpení Kristova. Nejstarší zvon pak byl pořízen již v roce 1693.
V roce 1785 pak byla zřízena v Pavlicích lokálie, k lokálii pak byla přifařena Vranovská Ves. V roce 1835 pak byla postavena budova fary a zbořen přilehlý chudobinec s hospicem a z financí Josefa hraběte Ugarte byl rozšířen kostel. Roku 1899 byl kostel rozšířen o sakristii. V roce 1900 byly pořízeny nové varhany. Roku 1926 pak byla nedaleko kostela postavena kaple s pomníkem obětí první světové války, později pak byla k mramorové desce pořízena další se jmény obětí druhé světové války. Kostel pak byl roku 1928 rekonstruován, v roce pak byla opravena i renovace budovy fary, byla v témže roce také rozšířena o poschodí. V roce 1937 pak byly pořízeny nové zvony do kostela, ty pak byly v roce 1942 rekvírovány, v listopadu 1937 pak byl kostel ohrazen zdí. 
Nové zvony pak byly pořízeny až v roce 1949. V roce 1996 pak byly pořízeny nové varhany a na konci roku 2008 byl kostel opět opraven, byla opravena báně a celková střecha kostela, také byl po rekonstrukci vysvěcen nový kříž a do báně byly uloženy dokumenty o Pavlicích. V květnu roku 2010 pak byl kostel opět rekonstruován, byla vyměněna okna a také byl kostel vymalován, byla rekonstruována světla v interiéru kostela a byly sundány kostelní obrazy.
V kostele se nacházelo pět oltářů, zasvěceny byly svatému Filipu a svatému Jakubovi, Božskému srdci Páně, Nejčistšímu srdci Panny Marie, svatému Donátovi a svatým Cyrilovi a Metodějovi, později však byly dva oltáře zrušeny.